# ŠNK Lug
ŠNK Lug je nogometni klub iz Luga u Baranji. 
Trenutačno se ne natječe, a posljednji put je igrao u 2. ŽNL Osječko-baranjskoj, NS Beli Manastir u sezoni 2013./14.

## Povijest
Klub je osnovan 1950. godine pod imenom NK Partizan Lug i natjecao se u Baranjskoj ligi Osječkog podsaveza (6. rang). Nekoliko godina nakon osnivanja, klub mijenja ime u NK Sloga Lug. 1998. godine, nakon Mirne reintegracije, klub biva registriran za nastupe u natjecanjima pod okriljem hrvatskih nogometnih saveza i mijenja ime u ŠNK Lug (Športski Nogometni Klub Lug).
Sezonu 2008./09. je završio na visokom 3. mjestu u 2. ŽNL Osječko-baranjskoj NS Beli Manastir. Županijski drugoligaš je bio do sezone 2010./11., kada ispada u najniži rang. U sezoni 2012./13. klub osvaja prvo mjesto u 3. ŽNL Osječko-baranjska NS Beli Manastir (Baranjska liga), ali samo jednu sezonu nastupa u 2. ŽNL Osječko-baranjska, kada kao posljednjeplasirana ekipa ispada iz lige. Nakon toga, klub se više nije natjecao.